# Paul Gottlieb Werlhof

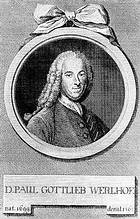
Paul Gottlieb Werlhof.

Paul Gottlieb Werlhof, född 24 mars 1699 i Helmstedt, död 26 juli 1767 i Hannover, var en tysk läkare. 
Werlhof blev 1723 medicine doktor i Helmstedt, flyttade sedan till Hannover och vann där stort anseende. Bland annat blev han kunglig livläkare 1740. Han var en mycket lärd läkare, förträfflig iakttagare och framstående skriftställare på både vers och prosa (vid 64 års ålder lärde han sig svenska). Inom medicinen är han mest bekant genom den efter honom uppkallade morbus maculosus Werlhofii. Bland hans skrifter märks Observationes de febribus, præcipue intermittentibus et ex harum genere continuis (1732) och De variolis et anthracibus (1735). Hans samlade medicinska skrifter utgavs i tre band 1775-1776.